# Mjölö fångläger

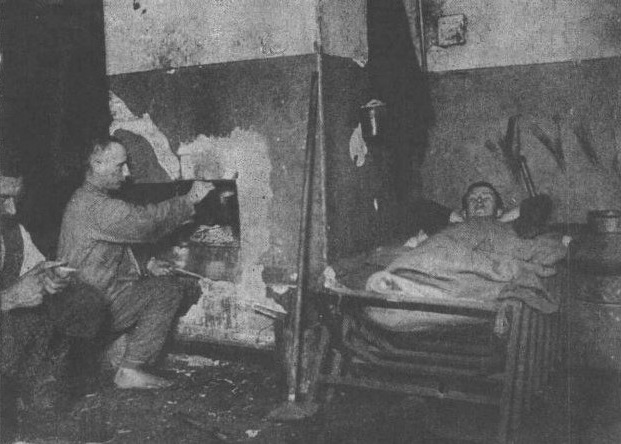
Röda krigsfångar i Mjölö fångläger 1918.

Mjölö fångläger (finska: Isosaaren vankileiri) var ett krigsfångeläger som 1918 fanns på Mjölö i Helsingfors efter finska inbördeskriget. De krigsvinnande vita placerade mestadels röda och ryska soldater som de klassificerade som "farliga" i lägret. 

## Fånglägerverksamheten
Fånglägret på Mjölö öppnades den 15 maj 1918. Liksom Sandhamns fångläger tillhörde det Sveaborgs fångläger. Ryska soldater placerades i lägret, liksom röda som av de vita ansågs vara "politiskt mycket farliga", till exempel de som arbetade i förvaltningen av Finlands folkdelegation, eller på annat sätt var offentligt kända.
På Mjölö fängslades bland annat socialdemokratiska riksdagsledamöterna Kaarle Mänty, Antti Mäkelin och Sulo Wuolijoki. Även de dödsdömda som hade begärt amnesti vid Överdomstolen för statsförbrytelser överfördes till lägret från Sveaborg. Bland dem fanns journalisten Hannes Uksila som varit befälhavare för Satakundafronten. Fånglägret stängdes den 15 september 1918.

## Antal döda och gravplatser

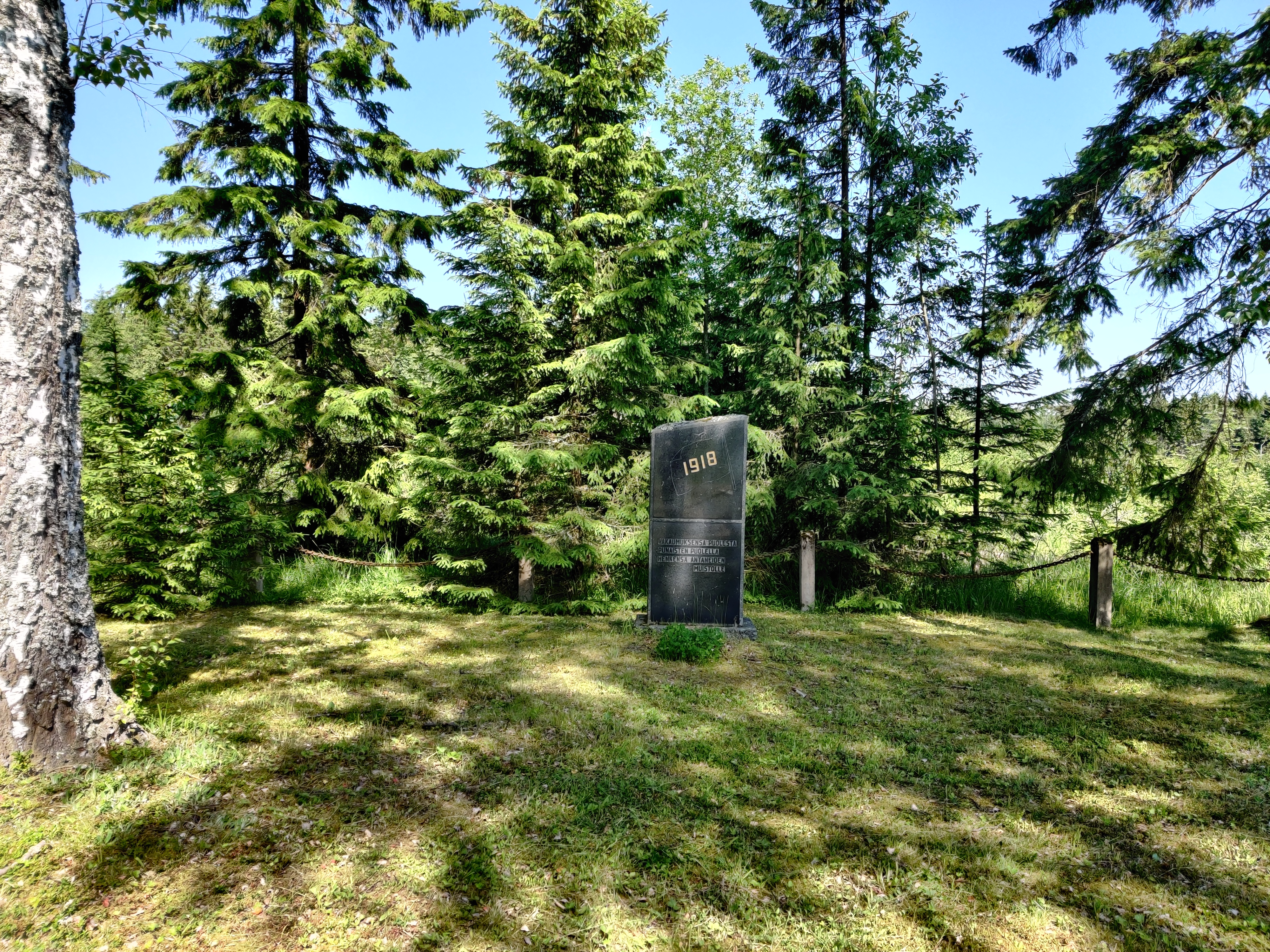
Fånglägermonumentet uppfört 1955.

Enligt uppgifter från krigsarkivet dog 267 rödgardister från inbördeskriget och ytterligare 69 ryska soldater i fånglägret på Mjölö på grund av avrättningar, svält och epidemier. Enligt vissa uppgifter skulle det ha varit omkring 360 döda totalt 
Nästan alla som dog i fånglägret begravdes i en massgrav i Sandhamn, eftersom det var svårt att gräva på den steniga Mjölö. Enligt den finska krigsofferdatabasen begravdes endast åtta döda på Mjölö. Ett monument till deras minne restes på Sandhamn 1955. Sannolikt ligger den exakt på platsen för massgraven.